# Канкрін Іван Вікторович
Канкрін Іван Вікторович (1855 с.Веселянка, Катеринославська губернія, Російська імперія — після 1917) державний діяч Російської імперії, бессарабський губернатор, сенатор, граф. Син гвардійського полковника графа Віктора Єгоровича Канкріна (1825—1882) та Єлизавети Іванівни Симонич, онук міністра фінансів графа Єгора Францовича Канкріна.

## Біографія
Навчався на юридичному факультеті Київського національного університету. У 1877 році пішов з 3-го курсу і 19 грудня вступив однорічним охотником у 8-й уланський Вознесенський полк. Брав участь у Російсько-турецькій війні 1877-1878 років. У лютому 1878 був переведений у Кінний лейбгвардії полк, у травні 1880 пішов у корнети, а в жовтні того ж року вийшов у відставку.
В 1886 повернувся на службу: обирався гласним Олександрівського повіту (з 1884) і Катеринославської губернії, ватажком дворянства Олександрівського (1886-1905) і Маріупольського повітів, почесним світовим суддею Олександрівського повіту (1888).
Був одним із засновників та піклувальником Національного університету «Запорізька політехніка», з 1901 року був головою опікунської ради училища. Також був довічним почесним членом Олександрівського повітового піклування дитячих притулків. У 1898 році Олександрівська міська дума обрала графа Канкріна почесним громадянином Запоріжжя (тоді Олександрівська). Був членом Російських зборів.
У 1908-1912 роках обіймав посаду губернатора Бессарабської губернія, був зарахований до Державної канцелярії. 1913 року був призначений сенатором, присутнім у другому департаменті.
Доля після Жотневої революції невідома.